# Köln Hansaring
Köln Hansaring – przystanek kolejowy w Kolonii, w kraju związkowym Nadrenia Północna-Westfalia, w Niemczech. Znajduje się tu 1 peron.
| Köln Hansaring |  |          |
| Linia          |  |          |
| Köln-Ehrenfeld |  | Köln Hbf |